# Bonnie Raitt (album)
Bonnie Raitt è il primo eponimo album discografico in studio della cantante statunitense Bonnie Raitt, pubblicato nel novembre del 1971.

## Tracce
Lato A
1. Bluebird – 3:26 (Stephen Stills)
2. Mighty Tight Woman – 4:19 (Sippie Wallace, arrangiamento di John Beach)
3. Thank You – 2:48 (Bonnie Raitt)
4. Finest Lovin' Man – 4:41 (Bonnie Raitt)
5. Any Day Woman – 2:19 (Paul Seibel)

Durata totale: 17:33
Lato B
1. Big Road – 3:31 (Tommy Johnson, arrangiamento di Bonnie Raitt)
2. Walking Blues – 3:35 (Robert Johnson, arrangiamento di Bonnie Raitt)
3. Danger Heartbreak Dead Ahead – 2:50 (Ivy Hunter, Clarence Paul, William Stevenson)
4. Since I Fell for You – 3:03 (Bud Johnson)
5. I Ain't Blue – 3:35 (John Koerner)
6. Women Be Wise – 4:13 (Sippie Wallace, testi aggiunti di John Beach)

Durata totale: 20:47

## Formazione
- Bonnie Raitt - voce, chitarra acustica, slide guitar, pianoforte (brano: Thank You), chitarra elettrica (brano: Danger Heartbreak Dead Ahead), cori (brani: Big Road e Walking Blues)
- Peter Bell - chitarra elettrica, chitarra acustica (brano: Big Road), percussioni (brani: Walking Blues, I Ain't Blue), cori (brano: I Ain't Blue)
- Willie Murphy - pianoforte, chitarra (brano: Thank You), cori, (brano: Any Day Woman, I Ain't Blue), percussioni
- Freebo - basso, tuba (brano: Big Road)
- Russell Hagen - chitarra elettrica
- Steven Bradley - batteria
- Steve Raitt - percussioni, cori (brano: I Ain't Blue)
- John Beach - pianoforte
- Voyle Harris - tromba (brano: Women Be Wise)
- Douglas Toad Spurgeon - trombone
- Maurice Jacox - sassofono baritono, flauto (brano: Thank You)
- Junior Wells - armonica
- A.C. Reed - sassofono tenore (brano: Since I Fell for You)
- Eugene Hoffman - sassofono tenore, cowbell (brano: Bluebird)
- Paul Pena - cori (brano: Bluebird)
- Reeve Little - cori (brano: Bluebird)
- Chris Rhodes - cori (brano: Danger Heartbreak Dead Ahead)

Note aggiuntive
- Willie Murphy - produttore
- Registrato al Sweet Jane, Ltd. Studios di Minneapolis, Minnesota, nell'agosto del 1971
- Dave Ray - ingegnere di registrazione
- Sylvia Ray - ingegnere di registrazione
- Kendall Pacios - ingegnere al remissaggio
- L'album fu dedicato a Barnaby Ray[1]